# Ђорђе Алфиревић
Ђорђе И. Алфиревић (Београд, 18. април 1976) српски је архитекта, уметник и научник.
Аутор је неколико десетина архитектонских пројеката, више десетина научних радова и добитник годишње награде Удружења ликовних уметника примењених уметности и дизајнера Србије (УЛУПУДС) и Награде Универзитета у Београду за најбољи истраживачки пројекат у 2000. години.

## Биографија
Ђорђе И. Алфиревић је рођен 18. априла 1976. године у Београду. Основну школу и гимназију завршио је у Земуну. Диплому инжењера архитектуре стекао је 2002. одбраном дипломског рада на Архитектонском факултету Универзитета у Београду, под називом Културни центар и апартманско насеље на Гардошу у Земуну (ментор: Дарко Марушић). Звање магистра наука у областима архитектуре и урбанизма стекао је 2010. на Архитектонском факултету Универзитета у Београду одбраном магистарске тезе под насловом Обнова и развој Рајачких пивница: Методе пројектовања у контексту заштићене средине (ментор: Василије Милуновић). Звање доктора техничких наука стекао је 2015. године одбраном докторске дисертације под називом Експресионизам у архитектури XX века у Србији на Архитектонском факултету Универзитета у Београду (ментор: Александар Игњатовић).
У периоду од 2000. до 2006. године, био је ангажован у Институту за архитектуру и урбанизам Србије (ИАУС) са статусом истраживача-стипендисте Министарства за науку и технологију Републике Србије. У периоду од 2006. до 2008. године, радио је у оквиру самосталног пројектног бироа Vectoring у Београду. Током 2008. и 2009, радио је у оквиру Машинопројект Копринг-а у Београду. Статус самосталног уметника и чланство у архитектонској секцији УЛУПУДС-а стекао је 2011, након чега је успоставио самосталну архитектонску праксу — Студио Алфиревић. Поред архитектуре, активно се бави сликарством, истраживањима и образовањем у области уметности. Своје уметничке радове је излагао на више колективних и самосталних изложби.
Ђорђе Алфиревић је свој рад током година преиспитивао кроз есеје те објављене теоријске радове. Истовремено, поред научног рада, остварио се као архитекта и аутор објеката. У његовој сфери интересовања и радовима, присутно је интердисциплинарно истраживање архитектуре и психологије кроз отворена питања о психолошким утицајима архитектуре на кориснике, а с друге стране и архитектуре као артефакта — физичке манифестације свести аутора.

## Уметничка дела

### Уметнички рад
Сликарство аутора је последица његових истраживања о феноменима чисте експресије и експресивности у уметности и архитектури. Тежња ка фигуралном и реалистичном стваралаштву, која је била карактеристична за први период његовог опуса (од 1994—2009. године), одликује се истраживањима психолошких стања и људских страхова. Кључне карактеристике које се евидентне на делима из овог периода су: примена јаких контраста, тежња ка сликовитости, смелост потеза, који су потенцирани до нивоа гребања подлоге. Сви ликовни елементи одражавају духовни немир, који је карактеристичан за рану фазу његовог сликарства. Други Алфиревићев период (од 2009—2014. године) је карактеристичан по апстрактном приступу и темама које варирају од природних феномена, до тежње ка материјализацији енергије и дематеријализације облика у природи. Примери из овог периода се у семантичком смислу могу довести у везу са романтичарским стваралаштвом Вилијема Тарнера и апстрактним концептима експресионизма Џексона Полока, с обзиром на то да их аутор наводи као чисте примере експресивности и у својим истраживањима. На радовима из овог периода доминирају јаки контрасти, интензиван колорит и уситњена структура, којом аутор попут фротажа тежи да дематеријализује облике до нивоа њихове духовне есенције.

### Галерија
- Ушће, суви пастел, 45x30cm, 2014.
- Војводина, суви пастел, 45x30cm, 2014.
- Стихија, суви пастел, 45x30cm, 2014.
- Привид, суви пастел, 45x30cm, 2014.
- Привид II, суви пастел, 45x30cm, 2014.
- Крах, цртеж оловком, 45x30cm, 2013.
- Бура II, цртеж оловком, 30x45cm, 2013.
- Постање I, цртеж оловком, 45x30cm, 2014.
- Река успомена, цртеж оловком, 100x35cm, 2009.

## Награде и признања
- Годишња награда УЛУПУДС-[7] а за 2012. годину
- Награда листа Борба за најбољи студентски пројекат у 2000. години.
- Награда Универзитета у Београду за најбољи истраживачки пројекат у 2000. години.

### Награде на архитектонским и урбанистичким конкурсима
- 2012: Конкурсни пројекат за павиљон 'Through Ito Jakuchu's Eyes', међународно такмичење 'Ito Jakuchu Inspired', Токио (коаутор Сања Алфиревић Симоновић) - II награда.[8]
- 2012: Конкурсни пројекат за типизовану београдску чесму, Београд (коаутор Сања Алфиревић Симоновић) - III награда.
- 2011: Конкурсни пројекат комплекса социјалног становања у Овчи, Београд (коаутори Д. Марушић, М. Марушић) - откуп.[9]
- 2010: Конкурсни пројекат јапанске чесме на Калемегдану, међународно такмичење, Београд (самосталан рад) - II награда.
- 2006: Конкурсни пројекат комплекса социјалног и непрофитног становања западно од насеља Др Ивана Рибара, Нови Београд (самосталан рад) - откуп.
- 2005: Конкурсни пројекат насеља Вишњичко поље - ИГМ „Трудбеник“, Београд (коаутори Д. Марушић, М. Марушић, А. Чарапић) - I награда.[10]
- 2003: Конкурсни пројекат трга испред Београдског драмског позоришта,[11] Београд (самосталан рад) - I награда.[12]

## Архитектонска остварења

### Најзначајнија дела (избор)
- 2013: Ентеријер психоаналитичког саветовалишта Ракић-Глишић, Београд (коаутор Сања Алфиревић Симоновић).
- 2012: Позоришни павиљон Operalab, Варшава (коаутор Сања Алфиревић Симоновић).
- 2012: Изложбени павиљон Through Ito Jakuchu's eyes, Токио (коаутор Сања Алфиревић Симоновић).
- 2012: Стамбено-пословни комплекс у насељу „Расадник“, Лазаревац (коаутори Дарко Марушић, Миленија Марушић).
- 2012: Стамбено-пословни комплекс социјалног становања у насељу Овча, Београд (коаутори Дарко Марушић, Миленија Марушић).
- 2011: Културни центар Бетон хала, Београд (коаутори Бојана Станковић, Душан Трифуновић, Ђорђе Николић, Петар Туфегџић, Милица Вујошевић).
- 2010: Јапанска чесма на Калемегдану, Београд (самосталан рад).
- 2010: Ентеријер стана Мутавџић, Београд (коаутори Бојан Стевић, Душан Трифуновић, Ђорђе Николић).
- 2009: Реконструкција базена СЦ „Олимп“, Београд (коаутори Наташа Милојевић, Јелена Кубурић).
- 2007: Музеј савремене уметности Војводине, Нови Сад (коаутор Ана Чарапић).
- 2003: Трг испред Београдског драмског позоришта, Београд (самосталан рад).

### Истраживачки текстови
- Алфиревић, Ђорђе. Експресионизам у српској архитектури. Београд: Орионарт, 2016.
- Алфиревић, Ђорђе. Примена концепта простор у простору у савременој архитектури отвореног плана. Архитектура и урбанизам (Београд), бр. 42 (2015), стр. 24-40.
- Алфиревић, Ђорђе. Разговор о брутализму: Интервју са архитектом Браниславом Јовином. Архитектура и урбанизам (Београд), бр. 42 (2015), стр. 67-71.
- Alfirević Đorđe, Simonović Alfirević Sanja. Urban Housing Experiments in Yugoslavia 1948-1970. Spatium (Belgrade), no. 34 (2015), pp. 1–9.
- Алфиревић, Ђорђе. Интерполација у архитектури: Приступи пројектовању интерполираних објеката и спона као интегративни елемент. Архитектура и урбанизам (Београд), бр. 41 (2015), стр. 24-39.
- Алфиревић, Ђорђе. Разговор о брутализму: Интервју са архитектом Љупком Ћурчићем. Архитектура и урбанизам (Београд), бр. 41 (2015), стр. 69-74.
- Alfirević Đorđe, Simonović Alfirević Sanja. Polarisation of Expressive Tendencies in Serbian Architecture at the Beginning of XXI Century. Zbornik Matice srpske za likovne umetnosti (Novi Sad), br. 43 (2015), str. 321-334.
- Алфиревић Ђорђе, Симоновић Алфиревић Сања. Типологија двотрактних склопова у вишепородичном становању. Архитектура и урбанизам (Београд), бр. 40 (2015), стр. 7-15.
- Алфиревић, Ђорђе. Приказ књиге Сви моји станови, арх. Михаило Чанак. Архитектура и урбанизам (Београд), бр. 40 (2015), стр. 83-84.
- Алфиревић, Ђорђе. In Memoriam - Архитекта Михаило Чанак (1932-2014). Архитектура и урбанизам (Београд), бр. 40 (2015), стр. 88-89.
- Markovic, Slobodan; Alfirevic, Djordje (2015). „Basic dimensions of experience of architectural objects' expressiveness: Effect of expertise”. Psihologija (Belgrade). 48 (1): 61—78. S2CID 62836101. doi:10.2298/PSI1501061M.
- Алфиревић Ђорђе, Симоновић Алфиревић Сања. Двотрактни склоп у стамбеној архитектури у Србији. Архитектура и урбанизам (Београд), бр. 39 (2014), стр. 7-16.
- Алфиревић Ђорђе, Симоновић Алфиревић Сања. Београдски стан. Архитектура и урбанизам (Београд), бр.38 (2013), стр. 41-47.
- Алфиревић, Ђорђе. Има ли експресионизма у српској архитектури?: Интервју са Миодрагом Мирковићем. Архитектура и урбанизам (Београд), бр. 38 (2013), стр. 85-88.
- Алфиревић, Ђорђе. Има ли експресионизма у српској архитектури?: Интервјуи са Огњеном Ђуровићем, Браниславом Митровићем и Маријом Јобстом. Архитектура и урбанизам (Београд), бр. 37 (2013), стр. 72-83.
- Алфиревић, Ђорђе. Има ли експресионизма у српској архитектури?: Интервјуи са Александром Спајићем, Предрагом Ристићем, Зораном Булајићем. Архитектура и урбанизам (Београд), бр. 36 (2012), стр. 75-84.
- Алфиревић, Ђорђе. Има ли експресионизма у српској архитектури?: Интервјуи са Спасојем Крунићем, Василијем Милуновићем, Михаилом Чанком. Архитектура и урбанизам (Београд), бр. 35 (2012), стр. 59-69.
- Алфиревић, Ђорђе. Крунић: Најближа ми је органска архитектура[мртва веза]. (Интервју са архитектом Спасојем Крунићем), Архитектура (Београд), бр. 171 (2012), стр. 14-17.
- Алфиревић, Ђорђе. Експресионизам као радикална стваралачка тенденција у архитектури. Архитектура и урбанизам (Београд), бр. 34 (2012), стр. 14-27.
- Алфиревић Ђорђе, Марковић Слободан. Базичне димензије доживљаја експресивности архитектонских објеката. Емпиријска истраживања у психологији - научни скуп, (Институт за психологију и Лабораторија за експерименталну психологију на Филозофском факултету, Београд), 2012, стр. 23.
- Алфиревић, Ђорђе. Еко архитектура Рајачких пивница[мртва веза]. Еко кућа (Београд), бр. 3 (2012), стр. 22-27.
- Алфиревић, Ђорђе. Визуелни израз у архитектури. Архитектура и урбанизам (Београд), бр. 31 (2011), стр. 3-15.
- Alfirevic, Djordje. Customary Rules of the Rajac Wine Cellars Construction". SPATIUM (Belgrade), No. 24 (March 2011), pp. 51-56.
- Алфиревић, Ђорђе. "Рајачке пивнице - порекло, развој и специфичности архитектуре". Развитак (Зајечар), бр. 217-218 (2004), стр. 163-166.

### Књиге, монографије, публикације
- Алфиревић, Ђорђе. Експресионизам у архитектури XX века у Србији, докторска дисертација. Београд: Архитектонски факултет Универзитета у Београду, 2015.
- Алфиревић, Ђорђе. Рајачке пивнице: заштита, обнова, развој - методе пројектовања у контексту заштићене средине Архивирано на веб-сајту  (20. фебруар 2015). Београд: Орионарт, Институт за архитектуру и урбанизам Србије, Архитектонски факултет Универзитета у Београду, 2011.
- Алфиревић, Ђорђе. Обнова и развој Рајачких пивница - оптималне методе пројектовања у контексту заштићене средине, магистарска теза. Београд: Архитектонски факултет Универзитета у Београду, 2010.[13]

### Референтни текстови
- Куртовић Фолић, Нађа. Рајачке пивнице: заштита, обнова, развој - методе пројектовања у контексту заштићене средине (приказ књиге). Архитектура и урбанизам (Београд), бр.31 (2011), pp. 74–75.